# Kazetová puma

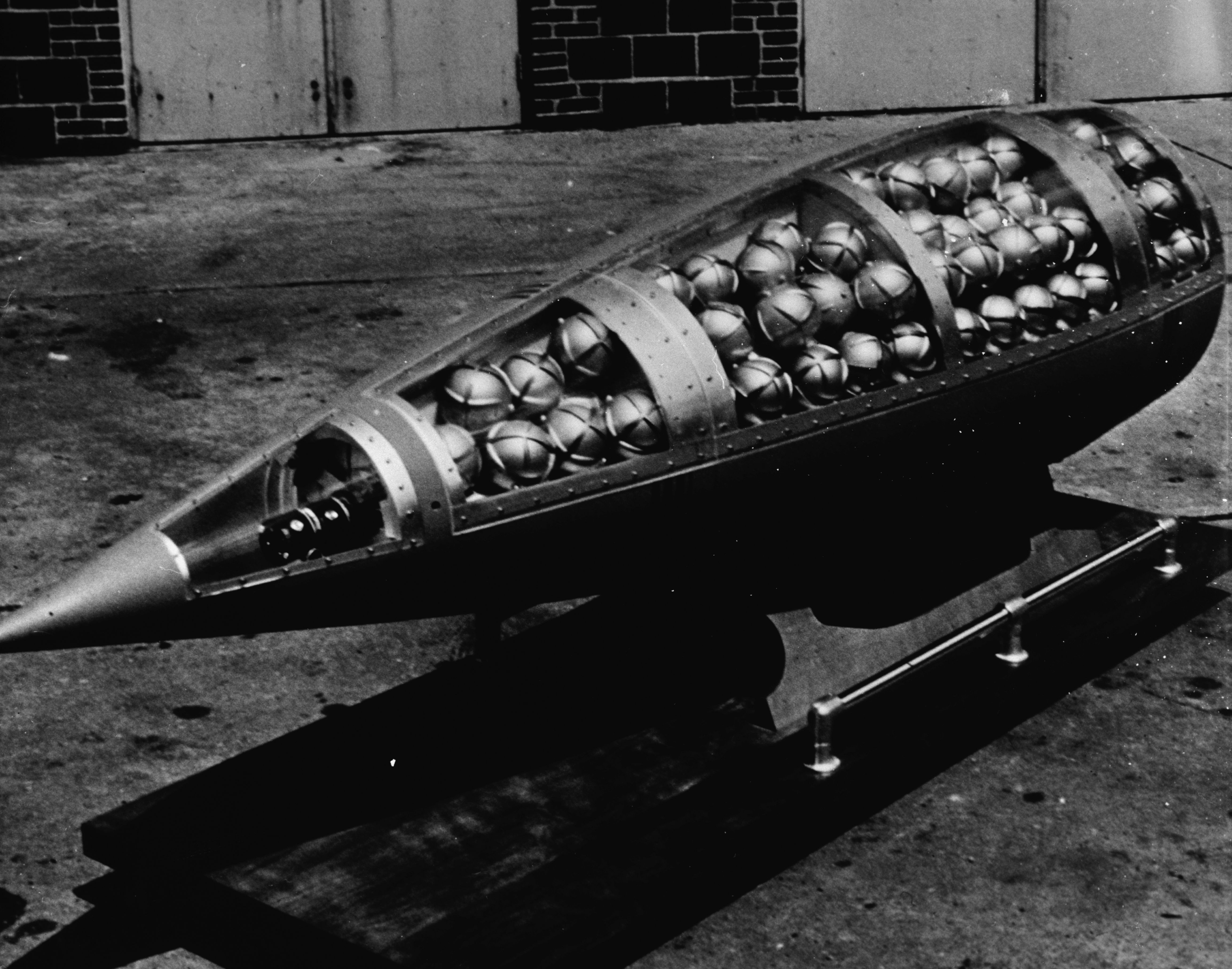
Kazetová hlavice montovaná na rakety Honest John missile se submunicí M190 naplněnou bojovým plynem Sarinem (foto circa 1960).

Kazetová puma (anglicky cluster bomb) je druh kazetové munice. Skládá se z kontejneru (kazety), který obsahuje určité množství submunice, např. malých bomb.
Odhazovatelná kazetová puma se do určeného prostoru přepraví obvykle pomocí letounu nebo balistické rakety. Např. bitevník Aero L-159 Alca může být vyzbrojen kontejnerovou pumou CBU-87 s 202 kusy submunice typu BLU-97/B. Nad cílem letoun odhodí kontejner, který se otevře v určité výšce nad zemí a tím uvolní submunici. Submunice tvořená např. malými bombami se rozlétne a při dopadu pokryje poměrně velký prostor. Typickým použitím je nasazení proti živé síle, tankům, vzletovým plochám na letištích, pozemním komunikacím a elektrickému vedení. Submunice může obsahovat kovové špony, kuličky, střepiny, napalm, bojový plyn či bílý fosfor.
V roce 2008 byla v Dublinu podepsána Úmluva o zákazu kazetové munice. Podle této úmluvy smluvní strany mohou vlastnit jen určité minimální množství kazetové munice k výzkumným, tréninkovým a jiným stanoveným účelům. Za Českou republiku úmluvu podepsal ministr zahraničí Karel Schwarzenberg. Česká republika již v roce 2008 kazetovou munici nepoužívala, protože buď už byla zlikvidována, nebo její likvidace již probíhala. V dubnu 2008 zbývalo k likvidaci 67 kusů kontejnerů a 16 482 kusů submunice sovětské výroby, která měla být definitivně zlikvidována do konce roku 2011. Někteří významní uživatelé kazetové munice, jako např. USA, Rusko, Čína, Indie, Pákistán, Sýrie a Izrael, však úmluvu nepodepsali.